# 清涼文益
清涼文益禪師（885年—958年），俗姓魯，浙江餘杭人，南唐中主李璟追謚他為「大法眼禪師」，因此又被稱為法眼文益，他所創的宗派被稱為法眼宗。法眼宗是禅宗五家中开宗最晚的。法眼文益曾將南宗禪區分為江西（馬祖）禪、湖南（石頭）禪二系。法眼宗嫡嫡相傳，文益、德韶、延壽三世，宋初為其興盛，後逐漸衰微。

## 生平
文益禪師七歲出家，二十歲在越州（今浙江绍兴、余姚等地）開元寺受具足戒。曾經赴福州參拜長慶慧稜禪師，無法明了，途經地藏院，經羅漢桂琛禪師指導而開悟。曾住持过临川崇寿寺、金陵清凉院等，其禅风自成一家。周显德五年（公元958年）七月十七日示疾，闰七月五日入灭，灭后“颜貌如生”。后文益肉身被迎至江宁丹阳供奉。諡「大法眼禪師」，塔名「無相」。後追諡為「大智藏大導師」。
晚年住持金陵清涼院，又被稱為清涼文益。嗣法弟子六十三人，以德韶、慧炬、文遂等十四人最勝。

## 崇壽禪院
2015年7月18日，中國法眼宗發源地崇壽禪院，振興法眼宗風，舉行了恢復重建的奠基儀式。為期兩天的文益禪師與法眼宗學術研討會於撫州舉行。來自全國各地專家學者們及江西佛協法師數百人參加了論壇開幕式。
臨川崇壽院為歷史名寺，原址在現撫州市荊公路天寧嶺，唐末五代楊吳時期撫州刺史劉信於天祐九年（公元913年）始建，初名漕山崇壽院，宋景德中賜額“承天崇壽院”，宋徽宗改賜“崇寧萬壽寺”，宋高宗改“報恩廣孝寺”，不久又改“天寧萬壽禪寺”，簡稱“天寧寺”，元代為撫州的都道場，直至清末，一直是撫州地區第一寺廟。

## 轶事
南汉烈宗刘隐出獵，一廣南僧踞坐没有起来。骑兵来对他说大王了，請起来相迎，廣南僧说：“非但大王來，佛來亦不起。”刘隐問：“佛难道不是你的宗师？”廣南僧说：“是。”刘隐说：“見到宗師爲何不起？”回答：“马上起来，也未足酬恩。”一说此廣南僧即法眼文益。

## 主要著作
- 《宗門十規論》[2]
- 《大法眼文益禪師語錄》

### 法嗣
雪峰義存

## 師承
- 罗汉桂琛

## 弟子
- 天台德韶

## 外部連結
- 金陵清涼院文益禪師語錄 （页面存档备份，存于）
- 法眼文益的禪教思想 （页面存档备份，存于）
- 清凉文益禅师悟道因缘 （页面存档备份，存于）
- 文益禪師與法眼宗研討會 掀開禪宗研究新篇章 （页面存档备份，存于）
- 文益禅师临川行历考 []